# Chenopodium cornutum
Chenopodium cornutum är en amarantväxtart som först beskrevs av John Torrey, och fick sitt nu gällande namn av George Bentham, Joseph Dalton Hooker och Sereno Watson. Chenopodium cornutum ingår i släktet ogräsmållor, och familjen amarantväxter. Inga underarter finns listade i Catalogue of Life.